# جسم نازف
الجِسم النازِف  (بالإنجليزية: Corpus hemorrhagicum)‏  وهوَ هَيكل مُؤقت يَنشأ بِشكل مُباشر مِن الجُريب المِبيضي بَعد عَملية الإباضة، وبعدَ انتهاءِ النَزيف يَتحول إلى الجِسم الأصفر والذي بدوره يَنكمش لتكوين الجِسم الأبيض.
في بَعض الأحيان يَحدث أثناء عَملية الإباضة تَمزق في أحد الأوعية الدموية الصَغيرة، وبالتالي يَمتلأ تَجويف جريب غراف بالدَم، ويُطلق أيضاً على الهَيكل المُتكون الجِسم النازِف.

## المَراجع
1. ↑  المُعجم الطبي، الإصدار الثاني، ترجمة Corpus hemorrhagicum
2. ↑  J. McSweeney, M.D.†، Daniel؛ O. Wood, M.D.‡، Frank. "Acute Abdominal Conditions Following Ovulation and Its Sequelae — NEJM". NEJM. مؤرشف من الأصل في 2019-12-15. اطلع عليه بتاريخ 2015-07-04.
3. ↑  Husvéth، Ferenc (2011). "PHYSIOLOGICAL and REPRODUCTIONAL ASPECTS OF ANIMAL PRODUCTION". Digital Textbook Library. Debreceni Egyetem. مؤرشف من الأصل في 2018-08-09. اطلع عليه بتاريخ 2015-07-04.